# José Youshimatz
José Manuel Youshimatz (10 maggio 1962) è un ex pistard messicano.

## Palmarès

### Olimpiadi
- 1 medaglia:
  - 1 bronzo (Los Angeles 1984 nella corsa a punti)

### Giochi panamericani
- 1 medaglia:
  - 1 argento (Indianapolis 1987 nella corsa a punti)